# زلاتوکوپ
زلاتوکوپ (به صربی: Zlatokop) یک منطقهٔ مسکونی در صربستان است که در ناحیه پچینیا واقع شده‌است. زلاتوکوپ ۷۹۵ نفر جمعیت دارد.